# 上松大輝
上松 大輝（うえまつ だいき、1990年8月11日 - ）は、栃木県出身のバスケットボール選手である。ポジションはフォワード。身長187cm、体重80kg。
2013年、bjリーグに新規参入した群馬クレインサンダーズに入団。2012-13シーズンのレギュラーシーズン52試合中、出場は8試合に留まり、シーズン終了後に退団した。

## 来歴
2013-14シーズンは出身地の栃木などを本拠地とするTGI D-RISEと契約し、15試合に出場したが、2014年1月、チームは契約に反する行為があったことを理由に解雇したことを発表した。
その後、関東実業団リーグ2部の東京レストランツファクトリーに加わり、同時にストリートボールチームのF'SQUADにも加入。DAIKIの名前でSOMECITYなどストリートボールの大会に出場した。
2016年7月、Bリーグ3部相当のB3.LEAGUEに所属する東京八王子トレインズと契約し、再びプロ選手となった。2017-2018東京サンレーヴス移籍。2018-2019東京エクセレンスに移籍。

## 個人成績
| シーズン | チーム | GP | GS | MPG | FG%   | 3P%   | FT%    | RPG | APG | SPG | BPG | TO  | PPG |
| -------- | ------ | -- | -- | --- | ----- | ----- | ------ | --- | --- | --- | --- | --- | --- |
| 2012-13  | 群馬   | 8  | 0  | 7.6 | 8.3%  | -     | 100.0% | 1.6 | 0.9 | 0.5 | 0   | 1   | 0.5 |
| 2013-14  | TGI    | 15 | 0  | 6.0 | 37.5% | 50.0% | 58.3%  | 1.4 | 0.1 | 0.1 | 0   | 0.9 | 1.8 |